# 塔图伊
塔图伊是巴西圣保罗州的一个市镇。总面积524.156平方公里，总人口109017人，人口密度208人/平方公里。